# SANSA (luchtvaartmaatschappij)
SANSA (Servicios Aéreos Nacionales S.A.) is de grootste binnenlandse luchtvaartmaatschappij van Costa Rica. De maatschappij vervoert vooral toeristen naar populaire bestemmingen en heeft haar hub op de Internationale luchthaven Juan Santamaría nabij de hoofdstad San José. Er worden zowel charter- als lijnvluchten aangeboden.

## Geschiedenis
In 1978 werd SANSA opgericht als dochteronderneming van LACSA om het binnenlandse luchtvervoer in Costa Rica op zich te nemen. Daarmee maakte de maatschappij deel uit van TACA Regional en later van de Avianca Group. Op 31 mei 2019 werd SANSA verkocht aan Regional Airlines Holding LCC uit de Verenigde Staten.

## Vloot

### Huidige vloot

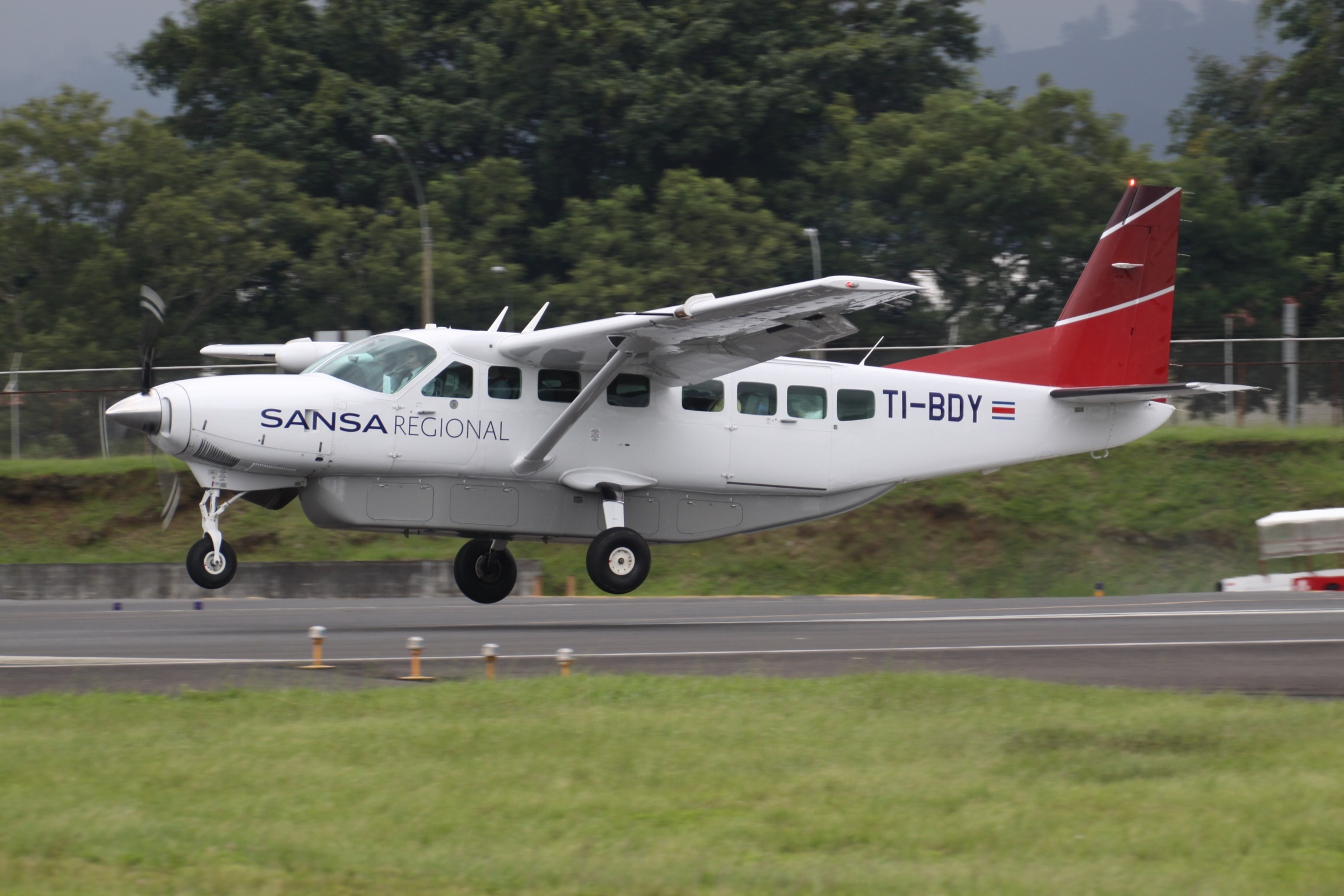
Een Cessna 208B Grand Caravan van SANSA

De vloot van SANSA bestaat uit de volgende toestellen (juli 2024):
| Type                      | In dienst | Orders | Opmerkingen |
| ------------------------- | --------- | ------ | ----------- |
| Cessna 208B Grand Caravan | 10        | —      |             |
| Totaal                    | 10        | —      |             |

### Voormalige vloot
De vloot van SANSA bestond ook uit de volgende toestellen:
| Type               | Aantal | In dienst | Uitgefaseerd | Opmerkingen             |
| ------------------ | ------ | --------- | ------------ | ----------------------- |
| Boeing 727-200     | 1      | 2000      | 2001         | N69741                  |
| Boeing 737-300     | 1      | 2001      | 2002         | Geleased van Íslandflug |
| CASA C-212 Aviocar | 3      | 1980      | 1996         |                         |
| Douglas DC-3       | 3      | 1978      | 1984         |                         |

## Bestemmingen
SANSA heeft lijnvluchten naar de volgende bestemmingen (juli 2024):
| Land       | Stad           | Luchthaven                                            | Opmerkingen |
| ---------- | -------------- | ----------------------------------------------------- | ----------- |
| Costa Rica | Bahía Drake    | Luchthaven Bahía Drake                                |             |
| Costa Rica | Golfito        | Luchthaven Golfito                                    |             |
| Costa Rica | La Fortuna     | Luchthaven La Fortuna Arenal                          |             |
| Costa Rica | Liberia        | Luchthaven Guanacaste                                 |             |
| Costa Rica | Limón          | Internationale luchthaven Limón                       |             |
| Costa Rica | Nosara         | Luchthaven Nosara                                     |             |
| Costa Rica | Puerto Jiménez | Luchthaven Puerto Jiménez                             |             |
| Costa Rica | Punta Islita   | Luchthaven Punta Islita                               |             |
| Costa Rica | Quepos         | Luchthaven Quepos La Managua                          |             |
| Costa Rica | San José       | Internationale luchthaven Juan Santamaría             | hub         |
| Costa Rica | Tamarindo      | Luchthaven Tamarindo                                  |             |
| Costa Rica | Tortuguero     | Luchthaven Tortuguero                                 |             |
| Nicaragua  | Managua        | Luchthaven Managua                                    |             |
| Panama     | Bocas del Toro | Internationale luchthaven Bocas del Toro "Isla Colón" |             |

## Incidenten en ongevallen
- Op 19 april 1984 crashte een toestel met registratie TI-SAA op de Irazú. De vier inzittenden kwamen om het leven.[9]
- Op 16 januari 1990 crashte SANSA-vlucht 32 tegen de Cerro Cedral, een berg ten noorden van San José. Dit gebeurde vlak na het opstijgen. Alle 23 inzittenden kwamen hierbij om het leven.[10]
- Op 26 augustus 2000 crashte een toestel tegen de Arenal, de tien inzittenden kwamen allemaal om het leven.[11]
- Op 28 november 2001 crashte een toestel tegen de Cerro Chontal, een berg in Costa Rica. Dit gebeurde vier minuten voor de landing in Quepos. De crew en één passagier kwamen om het leven. Vijf passagiers overleefden de crash en werden een dag later gered.[12]